# Flaming Star (sang)
"Flaming Star" er en komposition af Sid Wayne og Sherman Edwards og er indsunget af Elvis Presley. "Flaming Star" er titelnummer til Elvis Presley-filmen Flaming Star fra 1960. Sangen blev indspillet af Elvis hos Radio Recorders i Hollywood den 7. oktober 1960.
"Flaming Star" blev aldrig udgivet som single, men udkom som et af numrene på EP-pladen Elvis By Request – Flaming Star, som tillige indeholdt de tre sange "Summer Kisses, Winter Tears" (Fred Wise, Ben Weisman, Jack Lloyd), "Are You Lonesome Tonight?" (Roy Turk, Lou Handman) og "It's Now Or Never" (Aron Schroeder, Wally Gold). Filmen havde premiere op til julen 1960, men RCA udsendte ikke EP'en før end i februar 1961. Elvis By Request – Flaming Star havde produktionsnummeret RCA LPC 128.
"Flaming Star" er endvidere på CD'en fra 18. juli 1995 Command Performances – The Essential 60's Masters, vol. 2, som er en samling af de bedre af Elvis' filmsange fra 1960'ernes mange spillefilm.
En alternativ version af "Flaming Star" blev indspillet samme tid og sted. Den kom på gaden første gang i 1995 på albummet Double Features: Flaming Star/Wild In The Country/Follow That Dream.

## Besætning
Ved indspilningen af "Flaming Star" og den alternative version deltog:
- Elvis Presley – sang
- The Jordanaires – kor, baggrund
- Howard Roberts – guitar
- Tiny Timbrell – guitar
- Jimmie Haskell – harmonika
- Dudley Brooks – klaver
- Myer Rubin – bas
- Bernie Mattinson – trommer
- Buddy Harman – trommer
- Anthony Terran – trompet

## Black Star
Filmens titel var oprindeligt Black Star, men sent i produktionen besluttedes det at ændre denne til Flaming Star. Derfor havde man nået at indspille en titelmelodi, naturligvis benævnt "Black Star". Den er næsten identisk med "Flaming Star" og har samme kompositører. "Black Star" blev også indspillet hos Radio Recorders, men altså allerede den 8. august 1960.
"Black Star" blev første gang udsendt på LP'en Collectors Gold i 1991.